# Current Location Concert - SKY CIRCUS Sunshine60 Observatory Session -
『Current Location Concert - SKY CIRCUS Sunshine60 Observatory Session - 』（カレント ロケーション コンサート スカイ サーカス サンシャイン60 オブザーバトリー セッション）は、日本のロックバンド・FIVE NEW OLDが2019年1月25日にトイズファクトリーから配信した、初のライブ・アルバムである。

## 概要

### ライブ公演
本ライブは、2018年10月2日に東京・サンシャイン60展望台にて開催された。
本ライヴは、"Current Location Concert"という、"普段は大きな音を出すようなところではない日常的な場所でライヴをする"というFIVE NEW OLDのセッション企画のスペシャル・バージョンとして開催されたもの。
イベントでは、集まったファンがワイヤレス・ヘッドホンを装着した。演奏される楽器の音は全てヘッドホンから再生されるため、周りに聞こえる音はボーカルのみというほぼ"無音"のライヴを耳元で聴くことができるという「サイレントライブ」として行われた。
このイベントは、TOKYO FM「FESTIVAL OUT」の番組内でミュージック・ビデオをリスナーと制作する"WE THE MUSIC powered by WIZY"の企画で行われたもの。
10月18日には本ライブより「Stay (Want You Mine)」「Gotta Find A Light」「P.O.M.」のライブ映像が公開された。

### リリース
今作は、2018年10月2日に東京・サンシャイン60展望台にて開催されたライブの模様が収録された、ライブ・アルバム。
2019年1月23日にリリースが発表された。

## 収録内容
| #         | タイトル                                                              | 作詞  | 作曲・編曲 | 時間 |
| --------- | --------------------------------------------------------------------- | ----- | ---------- | ---- |
| 1.        | 「Melt - SKY CIRCUS Sunshine 60 Observatory Session」                 |       |            | 5:29 |
| 2.        | 「Stay (Want You Mine) - SKY CIRCUS Sunshine 60 Observatory Session」 |       |            | 3:59 |
| 3.        | 「Gold Plate - SKY CIRCUS Sunshine 60 Observatory Session」           |       |            | 7:44 |
| 4.        | 「P.O.M. - SKY CIRCUS Sunshine 60 Observatory Session」               |       |            | 4:08 |
| 5.        | 「Ghost In My Place - SKY CIRCUS Sunshine 60 Observatory Session」    |       |            | 3:46 |
| 6.        | 「The Dream - SKY CIRCUS Sunshine 60 Observatory Session」            |       |            | 4:12 |
| 7.        | 「My Sacred Chamber - SKY CIRCUS Sunshine 60 Observatory Session」    |       |            | 2:02 |
| 8.        | 「Youth - SKY CIRCUS Sunshine 60 Observatory Session」                |       |            | 3:18 |
| 9.        | 「Sunshine - SKY CIRCUS Sunshine 60 Observatory Session」             |       |            | 3:48 |
| 10.       | 「By Your Side - SKY CIRCUS Sunshine 60 Observatory Session」         |       |            | 5:21 |
| 11.       | 「Gotta Find A Light - SKY CIRCUS Sunshine 60 Observatory Session」   |       |            | 3:53 |
| 合計時間: | 合計時間:                                                             | 47:40 |            |      |

## 参加ミュージシャン
FIVE NEW OLD
- HIROSHI（ボーカル・ギター）
- WATARU（ギター・キーボード）
- SHUN（ベース）
- HAYATO（ドラムス）